# 누이밥 전투
누이밥 전투(Battle of Núi Bop, 1885년 1월 3일~ 1월 4일)는 청불 전쟁을 하는 동안 청나라 광서군과 프랑스군 사이에 벌어진 전투였다. 이 전투는 추(Chu)의 프랑스군 전진 기지에서 청나라군을 제거하기 위해 벌어졌으며, 1885년 2월에 이어질 랑선 원정의 필수적인 예비전이었다.

## 배경
1884년 9월 말, 대규모 광서군 파견대가 랑선에서 진군했고, 룩남 계곡을 정찰했다. 10월 2일, 프랑스는 프랑스 포함 아쉬(Hache)와 마수(Massue)를 매복시켜 그들의 존재를 알렸다. 프랑스 총사령관 루이 브리에르 드 리즐 장군은 즉각 응수하여 3000명에 가까운 프랑스 군인들을 포함을 태워 룩남 계곡으로 수송했고, 청나라군 파견대를 집중 공격했다. 1884년 10월 2일에서 15일까지의 껩 원정에서, 프랑수아 드 네그리에 장군 휘하의 프랑스 3개 부대가 떨어져 나온 광서군의 파견대를 습격해서 람(10월 6일), 껩(10월 8일) 추(10월 10일)에서 교전을 거듭하며 이들을 격파했다.
이러한 프랑스 승리로 인해 청나라군은 박레와 동선으로 돌아갔고, 드 네그리에는 껩과 추에서 중요한 전진 기지를 설치하여 랑선의 광서군 기지를 위협했다. 추는 동선에 있는 광서군의 전진 기지에서 남서쪽으로 불과 몇 마일 떨어진 곳에 있었고, 1884년 12월 16일, 강력한 청나라군 습격자가 추의 동쪽에 있는 외인부대의 두 중대를 하호에서 매복 공격을 했다. 군단장들은 청나라군 포위망을 벗어나 싸웠으나, 수 많은 사상자를 내고 전장에 전사자를 버려야 했다. 드 네그리에는 즉시 증원군을 일으켜 청나라군을 추격했으나, 습격자들은 동선으로 무사히 퇴각했다.
광서군은 10월 전투에서 후퇴해야 했지만, 지휘관들은 삼각주에 침입하려는 모든 희망을 포기하지 않았다. 굶주림과 프랑스가 조만간 랑선으로 움직일 것이라는 첩보에 의해, 청나라군은 12월에 룩남 계곡에서 발판을 마련하려고 노력을 기울였다. 하호에서의 행동은 주요한 움직임이 시작되었다는 첫 징후였다. 이 교전 1주일 이후에 광서군에서 온 12,000명의 청나라군이 추의 동쪽에서 18km 떨어진 누이밥의 독특한 원뿔형 언덕을 점령하고, 대규모의 강화 요새를 만들기 시작했다. 청나라군은 1884년 6월, 박레 매복에서 프랑스군 부대를 물리친 광서군의 유능한 장군 중 하나인 왕덕방의 지휘하에 있었다.
굶주린 청나라 병사들은 이 지역의 모든 마을의 식량을 약탈하여 통킹 농민들의 증오와 원한을 얻었다. 12월 23일, 리엔선 마을 사람들이 추에 있는 프랑스 기지로 와서 도니에르 중령에게 누이밥 주변의 대규모 청나라군의 존재를 알렸다.
프랑스는 12,000명의 청나라군이 누이밥에 머무르는 것을 용인할 수 없었으며, 추에 본 기지에 불편하게 근접해 있어, 원정군이 결국 랑선으로 출발하게 되면 측면이 위협받는 상황이었다. 브리에르 드 리즐은 12월 말에 추 요새에 증원병을 파견하고, 1885년 1월 초, 드 네그리에게 청나라군을 공격하라는 명령을 내렸다.
드 네그리에의 부대는 통킹원정군 1여단과 2여단 모두에서 선발했다. 부대에는 마히아(Mahias)를 대대장으로 드 미비엘르(de Mibielle)의 투르코 저격병 대대, 통킹 소총병 2개 중대가 포함되어 있었다. 또한 111대대와 143대대 그리고 주디(Jourdy)와 드 싹시(de Saxcé)의 포병대도 포함되어 있었다.

## 전투

### 1월 3일

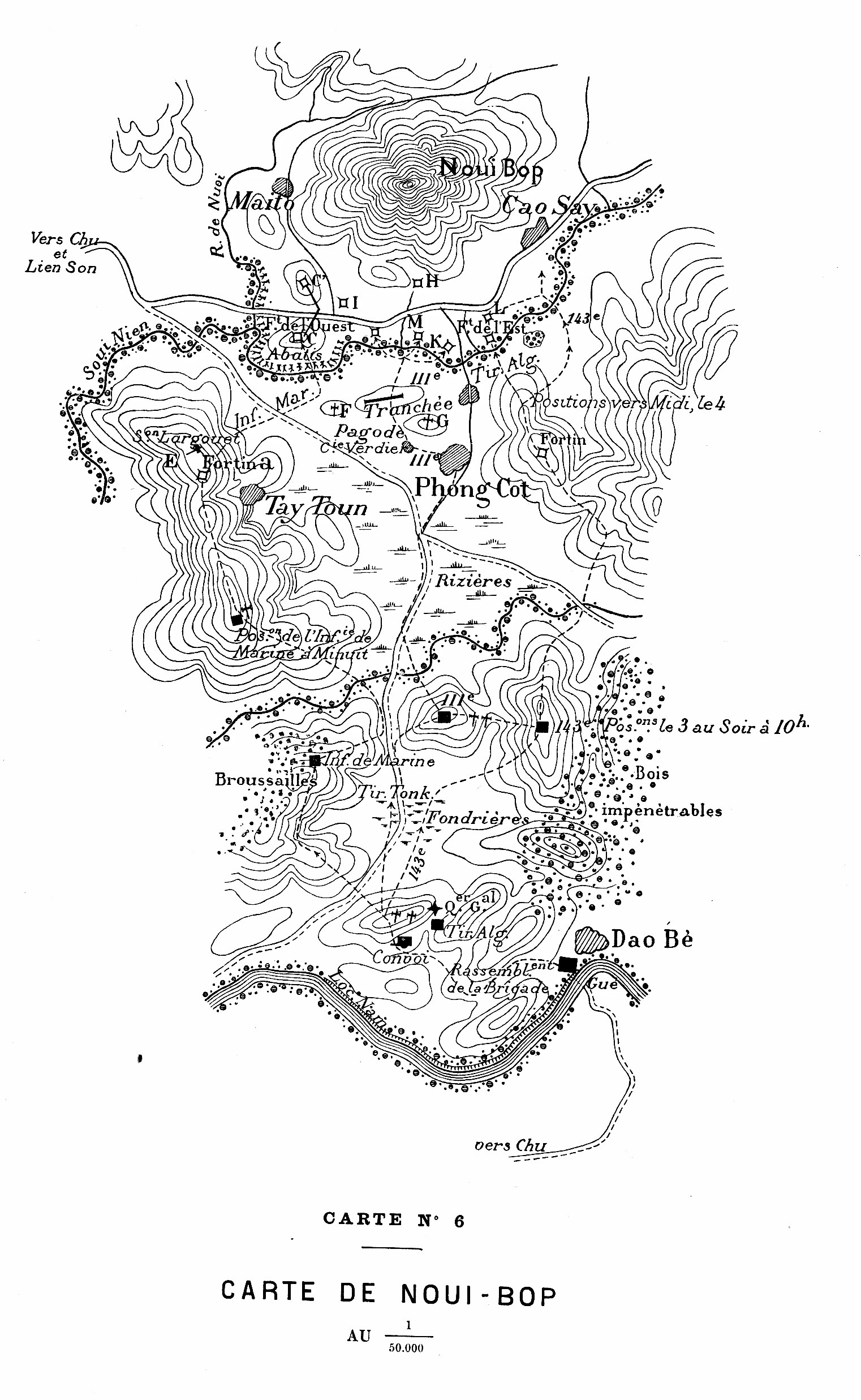
누이밥 전투의 지도

추에서 동쪽으로 진격하여 청나라군을 정면으로 공격하는 대신, 드 네그리에는 룩남강 남안을 건너 청나라군 좌익에 넓은 측면을 공략하기로 결정했다. 본대가 청나라군 주위로 행군하는 동안, 적의 이목을 돌리기 위해, 추에 있는 외인부대 대대장 디구에 대대는 그들의 정면에서 무력 시위를 할 예정이었다.
부대는 1월 3일 오전 6시에 추에서 출발했다. 지휘관 마히아(Mahias)는 자신의 해병대 보병 대대와 조르디의 포병대 그리고 통킹 소총병으로 구성된 전위대를 이끌었다. 반면 폴 귀스타브 에르빈제 중령은 주력 부대 (다른 세 보병 대대와 드 싹시의 포대)를 이끌었다. 소규모 후위대가 남아서 치중 마차를 보호했다. 짧은 행군을 한 뒤 부대는 카오카의 여울에 이르렀다. 오전 8시에 룩남의 남안 도하를 모두 완료했고, 부대는 다오베의 여울을 향해 동쪽으로 행진했다. 프랑스군은 여울을 쉽게 도하할 수 있다는 소식을 들었지만, 룩남강의 북안은 다오베보다 2.7m 이상 깊다는 것을 발견했다. 도하는 3시간이 걸렸다. 오후 4시가 되어서야, 본대가 행군을 재개할 수 있었다.
도하가 여전히 진행 중일 때, 드 네그리에는 마히아를 전위대로 보냈다. 미히아는 퐁콧로 가는 길을 따라갔고, 오후 4시 15분에 적이 시야에 보인다고 보고했다. 1마일도 채 되지 않은 곳에 긴 전열의 청나라군 보병들이 바닥을 가로질러 퐁콧(Phong Cot) 계곡 옆쪽으로 올라가 있었다. 이 병력들 앞에서는 여러 무리의 척후병들이 나무를 점령하기 위해 룩남에서 800미터 이내로 진격해 있었다. 프랑스군 부대의 도하가 목격되었고, 도하가 지체되자 청나라군은 공격에 대비할 충분한 시간을 벌 수 있었다. 드 네그리에는 자신이 기대한 기습공격을 실행하지 못했다.
프랑스군은 3열로 늘어서서 교전을 하기 위해 진군했다. 1열은 미히아 대대로 통킹 소총병과 주르디의 포대로 구성되었다. 2열에는 111대대와 143대대, 그리고 드 싹시의 포병대가 소속되어 있었다. 3열은 드 미비엘르의 알제리 소총병 3대대가 전열을 형성했다. 프랑스군 포병대는 오솔길 오른쪽 언덕에 자리를 잡고 청나라군 척후병에게 사격을 개시했으며 드 네그리어는 공격 명령을 내렸다. 해병대 보병들은 전방으로 숲을 공격하라는 명령을 받았고, 143대대는 언덕을 오른쪽으로 올라가 적 진지 측면으로 공격하여, 청나라 좌익을 퐁콧 계곡으로 밀어넣었다. 제111대대대와 드 미비엘르의 알제리병은 포병 근처에서 예비병력으로 남아있었다.
미히아(Mahias)는 별 어려움이 없이 숲에서 청나라군 척후병을 몰아냈다. 그는 대대의 4개 중대에서 3개 중대를 정면과 측면에 배치하여 숲을 공격하게 했으며, 1개 중대는 예비병력으로 남겨두었다. 한편 통킹 소총병은 해병대 보병과 143대대를 연계하기 위해 우측의 진지를 차지했다. 청나라군 척후병들은 빠르게 퇴각하여, 숲 뒤의 작은 언덕에서 재집결했다.
방금 숲을 정리하는데 중대의 도움을 준 살르(Salles) 대위는 적을 언덕에서 밀어내 몰아냈다. 이 조치는 살르를 자신의 대대 다른 세 중대를 훨씬 넘어 강력한 청나라 측면 부대가 차지하고 있던 퐁콧 계곡 양쪽의 고지에서 비처럼 쏟아지는 총탄 속으로 몰고 갔다. 살르의 중대를 지원하기 위해 포병이 목표물을 전환해야 했으며, 나머지 마히아 대대와 143대대는 적의 양익을 뒤로 밀어내기 위해 양측을 공격했다. 살르는 부하들을 숲에서 물렸고, 해병대 보병대대는 재집결해서, 차지한 땅을 굳게 지켰다.
파레(Farret)의 143대대는 이제 2개 중대와 2개 예비 중대와 함께 적의 오른쪽에 대한 자체 공격을 전개했다. 청나라군이 진지에 완강하게 버티고 있어 진격이 어려웠지만, 결국 대대는 적의 진지 가까운 고지대에 거점을 마련했다. 그러나 오른쪽의 움직임은 프랑스 전선 중앙에 구멍이 생겼으며, 청나라군은 이 틈으로 반격을 가했다. 데스로즈 중위는 143대대의 2개 예비 중대 중 하나와 함께 이 역공을 몰아냈고, 이후 고지로 밀어내 본대의 공격을 지원했다.
전장의 이 부분에서 네그리에의 병사들과 대치한 청나라군은 머리와 어깨에 검은 줄무늬가 있는 황갈색 소재의 독특한 커버를 쓰고 있었다. 이후 프랑스군이 듣기로는 그들이 타타르인으로만 구성된 정황기 황군 연대 출신의 병사들이었다고 했다. 데스로즈와 그의 노련한 병사들이 그들을 끌어냈을 때, 호랑이 연대는 미친 듯이 근거리 사격을 퍼부었다. 청나군은 총을 높이 쐈고, 목표물을 모두 놓쳤다. 프랑스군이 착검을 해서 그들에게 다가가기 전에 사망자를 비롯한 모든 것을 내버려두고 그대로 도주했다. 심지어 금으로 수 놓은 노란 비단으로 만든 장엄한 연대 깃발마저도 버려두었다.
프랑스의 선두 부대들은 퐁콧 주변 언덕에서 청나라군을 밀고 내며 제거했고, 네그리에의 나머지 부대는 룩남 계곡을 계속 건넜다. 청나라군은 143대대에 반격을 가하려고 내키지 않는 시도를 했지만, 결국 청나라군 부대는 쫓겨났다. 해질무렵, 프랑스 전체 부대가 강을 건너 퐁콧의 남쪽 진지에 자리잡았다.
드 네그리에는 청나라군의 사기가 떨어졌다고 믿었고, 청나라군이 집결하기 전에 퐁콧을 점령하고자 안달이 났다. 따라서 자정 직전에 그는 에르빈제에게 앞으로 나아가서 마을을 점령하라고 명령했다. 프랑스군이 근처의 야산을 점령하자, 청나라군은 어둠을 틈타 피신했다. 에르빈제는 저항을 받지 않았고, 포르의 111대대에게 마을에 주둔하도록 명령했다. 포르는 4개 대대 중 3개 중대를 퐁콧 내부에 배치했고, 베르디에 중대를 전진 기지에 배치했다.

### 1월 4일

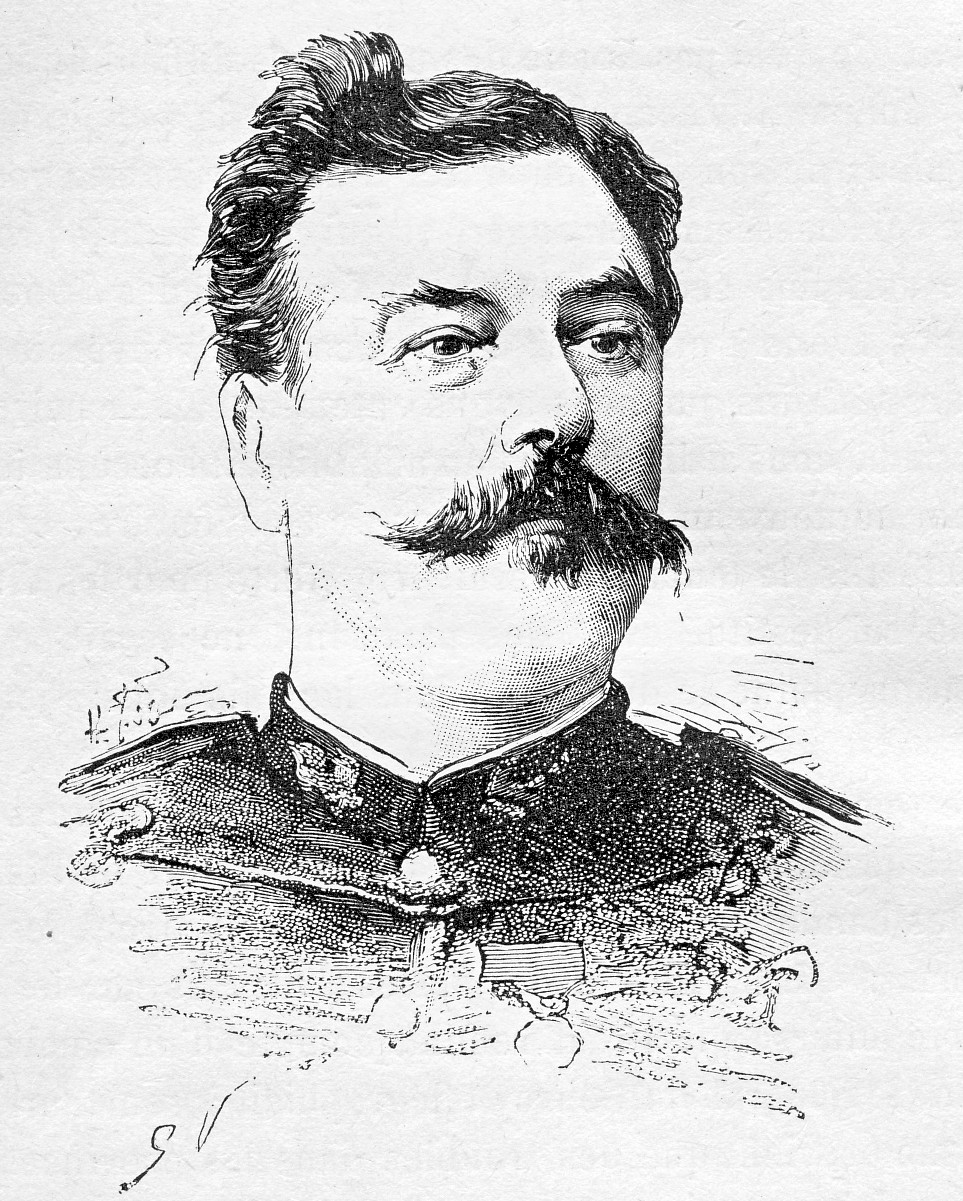
누이밥에서 용기와 진취성으로 공문에 언급된 따이용 대위

1월 4일 새벽이 오기 전에 청나라는 퐁콧을 되찾기 위해 격렬한 반격을 가했다. 서부 요새의 청나라군 포병이 이 공격을 지원했다. 몇 분만에 청나라군은 격리된 베르디에 중대의 전방 기지를 포위했다. 중대는 근거리 소총 사격으로 방어를 했으며, 베르디에는 부하 중 한 명에게 청나라 전열을 뚫고 퐁콧으로 돌아가 도움을 요청하라고 명령했다. 메프레(Meffret)라는 이름의 어린 이등병은 희미해져 가는 밤의 어둠 속에서 조심스럽게 청나라군 전열을 헤치고 퐁콧에 도착하여, 베르디에의 메시지를 에르빈제 중령에게 전달했다.
에르빈제는 메프레가 위험을 과장하고 있다고 생각하며, 퐁콧에서 111대대 1개 분대 단지 10명만을 보냈다. 다행스럽게도 베르디에에게는 현장 사태의 심각성을 더 잘 파악한 다른 장교가 있었다. 퐁콧 서쪽 언덕에 배치된 해병대 보병 중대의 따이용(Tailland) 대위는 베르디에 중대를 즉각 구원하러 가지 않으면 전멸할 것임을 알 수 있었다. 그는 명령을 기다리지 않고, 자신의 병력들을 이끌고 구출하러 갔다. 이제 베르디에의 병사들은 청나라군에게 너무 밀착되어 있었고, 대위는 청나라군을 밀어내라고 명령했다. 베르디에가 병사들을 이끌고 가다 부상당했지만, 그의 대담한 찌르기는 청나라군의 간담을 서늘하게 했다. 청나라군이 퇴각하여 재결집을 하고 있을 때, 타이용의 해병대원이 베르디에 중대의 왼쪽 측면에 나타나 베르디에 병력들 속에 들어가 함께 전열을 형성했다. 두 프랑스 중대는 숨을 죽이고, 집결해 있다가, 반격을 가해 청나라군을 쫓아냈다. 베르디에와 따이용은 이후 그 용기와 진취성으로 공문에서 언급되었다.
청나라군은 다시 공격을 시도하지 않았다. 드 네그리에는 해병대 보병이 점령한 고지로 나아가 청나라군 기지를 정찰했다. 청나라군 주요 방어선은 퐁콧과 리엔선(Lien Son)에서 까오사이(Cao Say)까지 이어지는 도로를 보호하는 시오니엔(Siou Nien)강 사이의 참호로 구성되어 있었다. 이 참호는 2개의 솟아오른 땅(서부 요새와 동부 요새)을 양쪽 측면으로 끼고 있었다. 시우니엔 강 뒤로 누이밥 대산괴의 낮은 경사면에는 몇 개의 청나라 요새가 있었다.

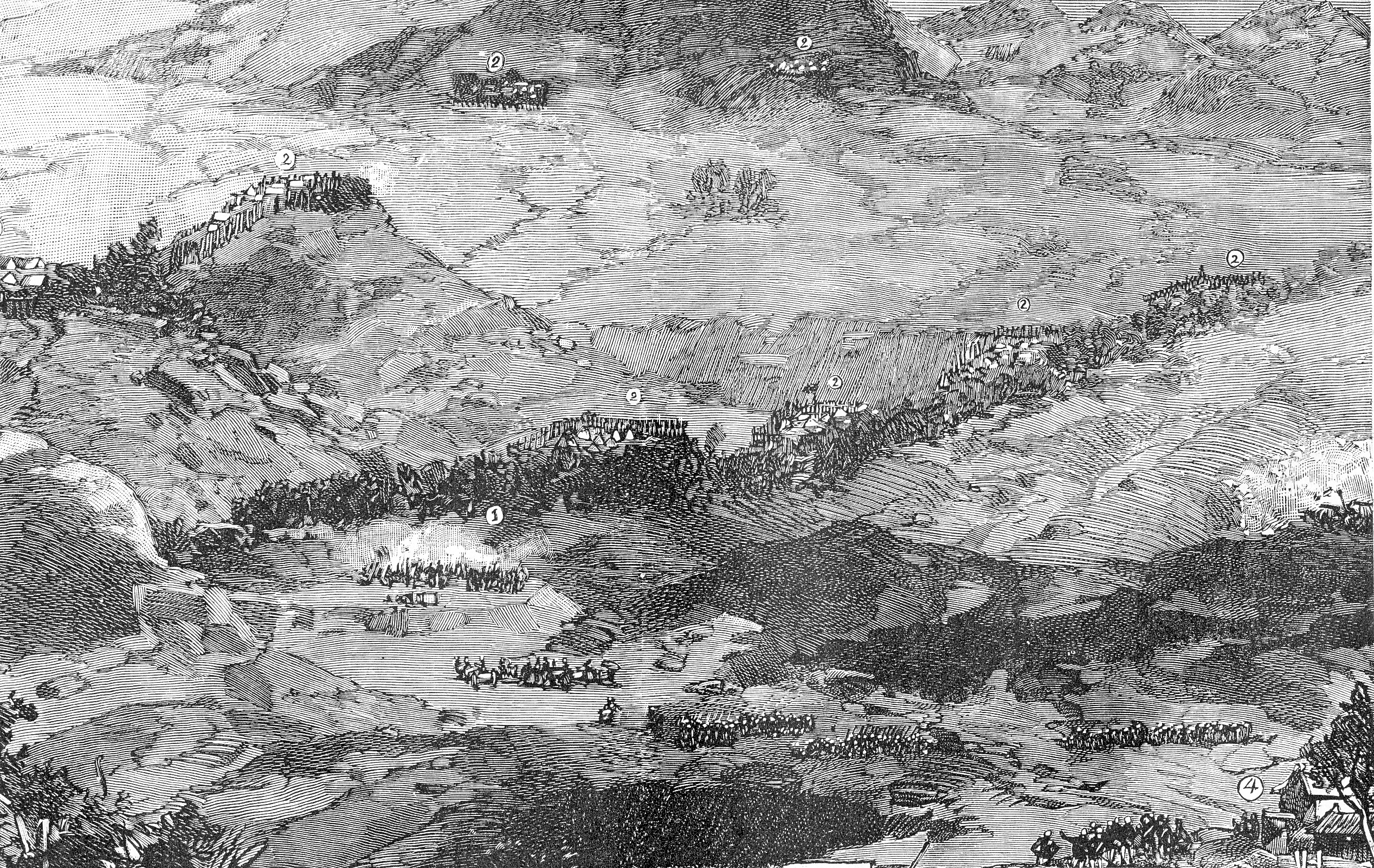
누이밥의 프랑스 진지에서 청나라 요새를 본 광경, 1885년 1월 4일

드 네그리에는 청나라군을 모든 진지에서 밀어내는 몇 차례의 공격을 지휘했다. 프랑스군의 제1목표는 해병대 보병 진지에서 멀지 않은 떠이또운(Tay Toun) 마을 뒤 언덕 요새였다. 마히아 대대는 공격을 거의 받지 않고, 이 요새를 점령했다. 오른쪽으로 111대대가 베르디에의 반격으로 인한 청나라군의 혼란으로 어부리지를 얻으며, 청나라군 본진으로 진군했다. 대대는 착검을 하고 청나라군 참호로 돌격했다. 그리하여 청나라군 수비병들을 쉽게 몰아냈다. 극도로 흥분한 드 콜롬 중위의 소대는 수백 명의 병력이 방어하는 청나라의 보루를 향해 밀고 나아갔다. 만약 이 진지를 차지하려고 했다면 틀림없이 큰 손실을 입었을 것이 뻔했다. 그러나 이 지점에서 강이 너무 깊어서 건너지 못하고 소대는 진격을 중지할 수밖에 없었다.
한편, 143대대와 알제리 소총병은 적의 좌익 주위를 선회하도록 명령받았다. 프랑스군 포병대는 측면에 있는 적의 진지를 응징했다. 이들 진지가 추(Chu) 방면으로 남쪽으로 대면하고 있었기 때문이었다. 오전 11시 15분에 강화된 요새 전체가 프랑스군의 손에 들어왔다. 프랑스군은 버려진 크루프 대포 2문과 대량의 소총, 옷, 텐트와 음식을 노획했다. 청나라군 전기(戰旗) 여러 개와 상당수의 노새와 말도 차지했다.

## 이후
누이밥에서 프랑스 사상자는 사망 19명 , 부상 65명으로 상대적으로 경미했다. 프랑스군 부상자 중에는 3명의 장교가 포함되어 있었는데, 111 대대 지휘관 베르디에 대위와 시모니 중위, 통킹 소총병 대대의 라리베 중위였다.
청나라군들은 600명의 사망자를 버려둔 채 퇴각했고, 총 사상자는 훨씬 더 많았을 것이다. 프랑스군은 1월 4일 오후 동안 전장을 샅샅이 뒤졌고, 머리에 권총을 쏴서 찾을 수 있는 부상당한 청나라군 병사들을 모조리 사살했다. 수십 명의 청나라 병사들이 이런 식으로 처리되었다.
누이밥에서 프랑스군은 수많은 온전한 청나라군을 포로로 잡았고, 광서군의 전투 명령에 대한 지식을 심문했다. 이 병력들은 전쟁 말기에 작은 보상으로 풀려났다.

## 통지문
1885년 1월 5일, 브리에르 드 리즐 장군은 누이밥에서의 승리를 기념하기 위해 다음과 같은 통지문을 발표했다.
| “ | 1885년은 원정군에게 2번의 화려한 성공을 안겨주고 시작되었다. 1월 3일, 적의 눈에 들키지 않고 행군한 뒤, 드 네그리에 장군은 오후 4시에 정규군 6,000명을 투입했다. 그들의 악착같은 저항에도 불구하고, 2시간 이내에 그들을 완전히 물리쳤다. 해질녘이 되어서야 초기의 성공을 거둘 수 있었다. 우리 부대는 점령한 기지에서 밤을 보냈다. 다음날 새벽이 오기 전에, 12,000명의 청나라군이 격렬한 역공을 해왔다. 쫓겨나고, 쫓기고, 마침내 누이밥에 다시 던져진 그들은 한낮이 되기 전에 전부 도주했다. 저항의 중심인 누이밥은 견고한 8개의 요새로 방어했고, 두 개의 크루프 포대와 텐트, 음식, 탄약, 무기와 군기까지 적의 모든 물자가 우리 손에 떨어졌다. 그들은 600명의 청나라 정규군 시체를 버리고 도망쳤다. 우리 측은 우리 쪽에서는 해병대 보병 111 대대와 2대대의 베르디에 대위와 시모니 중위가 경상을 입었다. 우리의 용감한 병사들 사이의 손실은 19명이 죽고, 63명이 부상당했다. | ” |

## 결과 및 영향

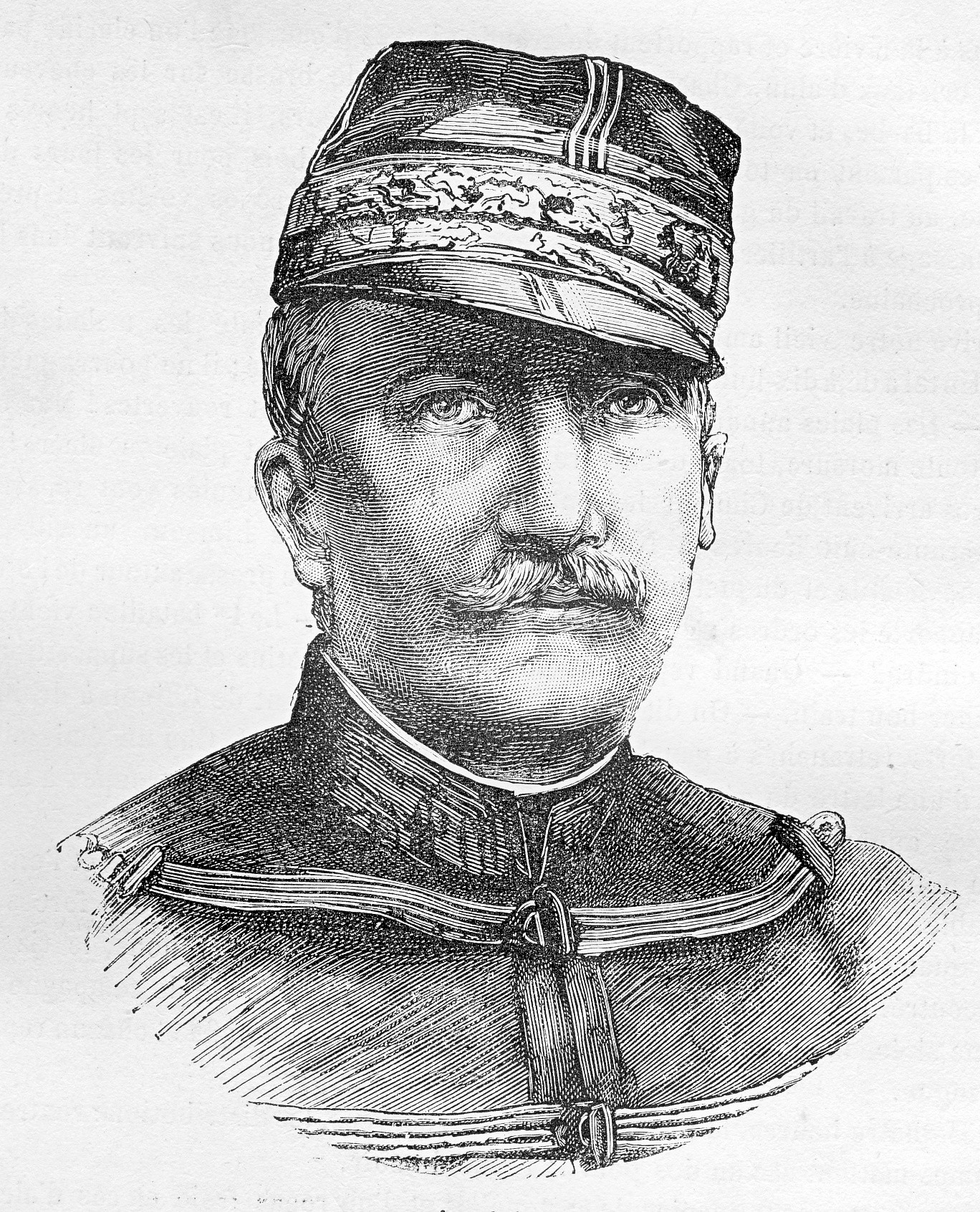
깜페농 장군

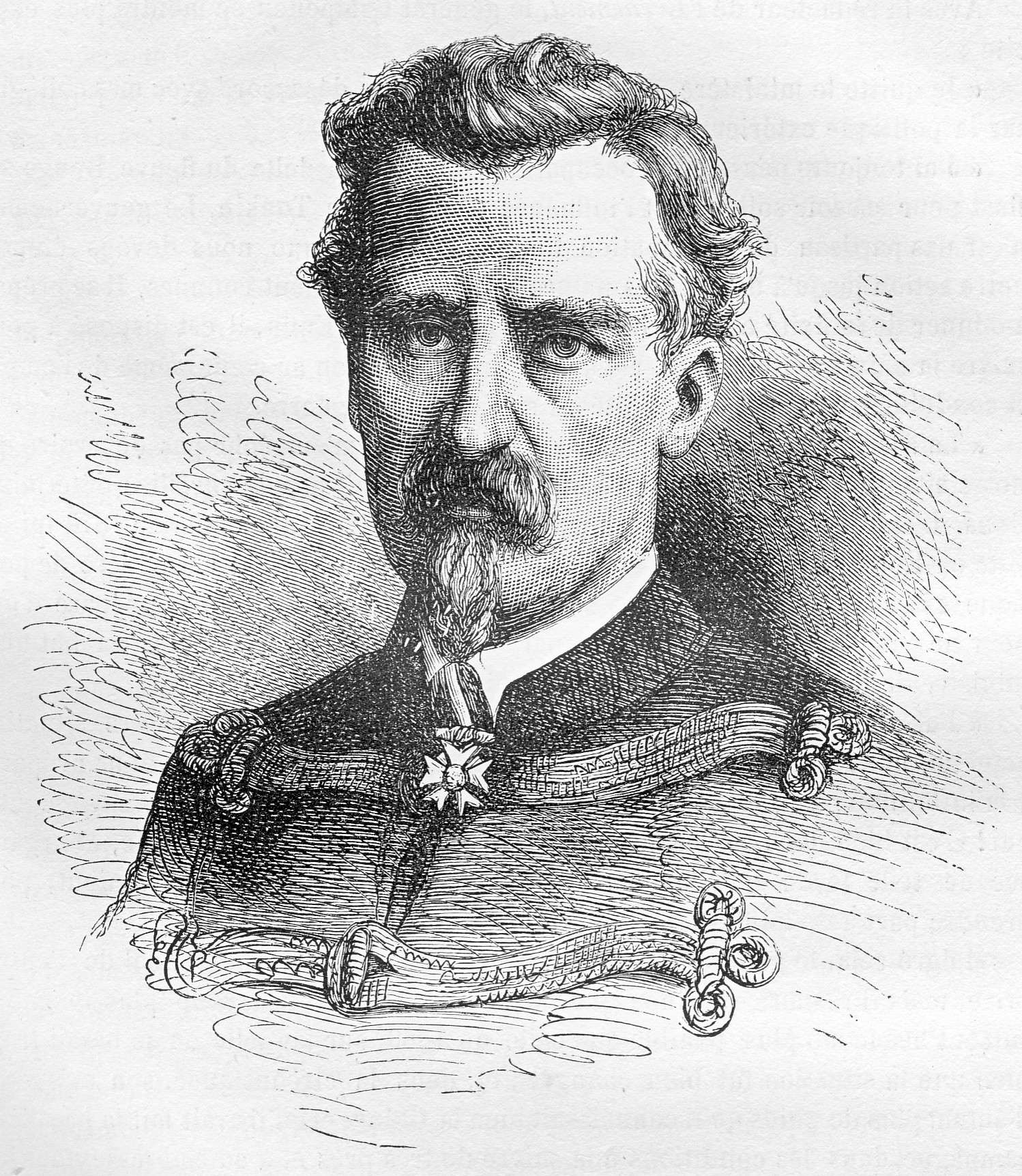
르왈 장군

누이밥에서의 드 네그리에의 승리는 10% 이하의 확률로 이긴 것이었다. 동료 장교들은 그의 경력에서 가장 화려한 전문적인 승리로 간주했다. 누이밥에서 광서군을 제거함으로써, 드 네그리에는 프랑스군의 오른쪽 측면 위협을 제거했고, 추의 프랑스군 기지에 랑선의 주요 원정에 필요한 사기를 앙양시켰다. 누이밥에 있는 서부 요새를 프랑스군의 손에 넣었기 때문에, 원정군은 누이밥 평원을 이용하여 랑선 원정에 필요한 대량의 식량과 탄약 보급을 할 수 있었다.
통킹에서의 프랑스군의 전략은 1884년 12월 말에 하원에서 격렬한 논쟁의 대상이 되었다. 장 밥 티스트-마리 깜페농(Jean-Baptiste-Marie Campenon) 육군 장관은 프랑스가 홍강 삼각주에 대한 지배를 강화해야 한다고 주장했다. 그의 정적들은 통킹 북부에서 청나라군들을 완전히 축출할 공격을 촉구했다. 논쟁은 깜페농의 사임과 매파인 쥘 르왈 장군의 육군 장관 교체로 끝났다. 1885년 1월 5일, 누이밥에서 드 네그리에가 승리한 다음날, 르왈은 브리에르 드 리즐에게 ‘가능한 빨리 랑선을 점령하라’고 명령했다. 한 달 후, 추 평원에 병력을 집중시킨 후, 브리에르 드 리즐은 랑선을 함락하게 될 10일간의 성공적인 원정인 랑선 원정을 시작했다.

## 참고자료
- Dreyfus, G., Lettres du Tonkin, 1884–1886 (Paris, 2001)
- Harmant, J., La verité sur la retraite de Lang-Son (Paris, 1892)
- Lecomte, J., Lang-Son: combats, retraite et négociations (Paris, 1895)
- Lecomte, J., La vie militaire au Tonkin (Paris, 1893)
- Dick de Lonlay, Les combats du général de Négrier au Tonkin (Paris, Garnier frères, 1886)
- Maury, A., Mes campagnes au Tong-King (Lyons, undated)
- Lung Chang [龍章], Yueh-nan yu Chung-fa chan-cheng [越南與中法戰爭, Vietnam and the Sino-French War] (Taipei, 1993)
- Thomazi, A., Histoire militaire de l'Indochine français (Hanoi, 1931)
- Thomazi, A., La conquête de l'Indochine (Paris, 1934)